# Jonatan Spang
Jonatan Spang (født Jannik Kåre Jonatan Spang Olesen; 4. februar 1978 i Gladsaxe) er en dansk standupkomiker, skuespiller og tidligere teaterdirektør på Nørrebro Teater.
Udover sine oneman-shows som Bryllup, Familie og Danmark, har han også deltaget i flere tv-serier og film. Han er særlig kendt for sin rolle som Nikolai i filmene Alle for en (2011), der blev en stor succes, samt de to efterfølgere Alle for to (2013) og Alle for tre (2017). Han har modtaget en pris for Bedste mandlige hovedrolle ved Zulu Awards og Årets komiker ved Zulu Comedy Galla (2018).

## Karriere

### 1998-2008: Debut og direktør
Spang debuterede som standupkomiker i 1998. Året efter blev han dels optaget på Skuespillerskolen ved Århus Teater, og dels vandt han DM i Stand-Up, en talentkonkurrence for amatørkomikere.
I efteråret 2004 stod Spang for opvarmningen for Jan Gintbergs show Den Grimme Melding, og i 2005 turnerede han Danmark rundt med sit solo-show Damer.
Blandt de teaterforestillinger han har medvirket i er Vårbrud, Edward Albees Geden – Hvem Er Sylvia? (Mungo Park 2004), Store forventninger baseret på Charles Dickens' Store forventninger (Århus Teater 2004), Forstad (Mungo Park 2005), og Henrik Ibsen-genfortolkningen Gynt (Betty Nansen Teatret, 2005-06). Han spiller desuden en birolle i Hella Joofs spillefilm Fidibus og har titelrollen i Jacob Thuesens filmkomedie De unge år: Erik Nietzsche sagaen del 1 (2007) med et delvist selvbiografisk manuskript af Lars von Trier.
Fra sæsonen 2007/08 var Spang sammen med dramaturgen Kitte Wagner direktør for Nørrebro Teater i København. Han fratrådte dog som direktør i 2009.
I 2008 vandt han en Zulu Award for bedste mandlige hovedrolle for sin rolle i filmen De unge år.

### 2011-nu
På Nørrebro Teater deltog han i 2011 i forestillingen Kjeld og Dirch: En Kærlighedshistorie sammen med Anders Matthesen. Den havde premiere 5. marts, og løb frem til 30. april.
Fra 2012 og fremefter har Spang været medvært i TV 2-programmet Natholdet, der har Anders Breinholt som vært.
Han blev nomineret til Årets komiker 2014 Til showet Zulu Comedy Galla for oneman-showet Bryllup. Han turnerede med showet Bryllup i år 2013 og 2014. Showet bryllup handlede om Spangs forhold til kærester/koner og skilsmisser, og hvordan han ved en fejl lige pludselig var tæt på at blive gift to gange meget tæt på hinanden.
Han hyrede PR-virksomheden Instant Major til at finde en udgivelsesmetode for Bryllup. Instant Major indgik efterfølgende et samarbejde med COOP, der forsøgte at uddele 1.000.000 "Bryllup"-dvd'er til handlende i SuperBrugsen den 28. og 29. november 2014 samt de følgende dage. Dette er det største oplag, som en DVD nogensinde er udgivet i i Danmark.
I 2015 optrådte han ved stort arrangement i Musikhuset Aarhus i forbindelse med dronning Margrethes 75 års fødselsdag. Her sagde han bl.a., at prins Henrik "burde være konge."
I 2016 lavede han han anden sæson af satireserien Lillemand, som anmelderne tog godt imod, og Soundvenue kaldte den "årets danske satire". Ved Zulu Comedy Galla var han atter en nomineret til "Årets skuespiller", og dette år vandt han prisen. Han var også nomineret for Bedste tv-serie ved samme prisuddeling.
Han har sammen med komikeren og kollegaen Ane Høgsberg lavet podcasten Voksenvenner, som omhandler deres proces fra at være bekendte til at være venner.
I 2017 var han vært i satireprogrammet Tæt på Sandheden, der blev godt modtaget. Soundvenue gav det fire ud af seks stjerner og sammenlignede det med Jon Stewart og The Daily Show.
I 2018 modtog han igen prisen som Årets Komiker ved Zulu Comedy Galla, denne gange for programmet Tæt på sandheden.

## Kontrovers
Spang mødte kritik fra mange medier, da han under et pressemøde i forbindelse med at Anna Mee Allerslev trådte tilbage fra politik i oktober 2017, hvor han spurgte, hvad hun foretrak af de to tv-serier Sex and the City og Game of Thrones. Spang gjorde dette i forbindelse med optagelser til satire-programmet Tæt på Sandheden med Jonatan Spang på DR. Årsagen til de aparte spørgsmål var en parodi på en tidligere kampagnevideo på Facebook, hvor Allerslev blev stillet en række lignende spørgsmål af en kampagnemedarbejder. Kulturministeren Mette Bock tog også afstand fra Spangs handling og udtalte "Det var dumme, dumme spørgsmål i en situation, hvor et menneske har den måske værste dag i sit liv.".
Komikerkollegaen Lasse Rimmer forsvarede Spangs handling, ligesom en redaktør på Soundvenue bakkede ham op. Allerslev selv udtalte, at hun var fuld af beundring over Jonatan Spang [... og hans] mod." Ekstra Bladets chefredaktør Karen Bro forsvarede ligeledes Spangs spørgsmål.

## Hæder
- 2008 Bedste mandlige hovedrolle ved Zulu Awards
- 2016 Årets komiker ved Zulu Comedy Galla[13]
- 2018 Årets komiker ved Zulu Comedy Galla[17]

## Privatliv
Spang blev kæreste med Louise Ryberg omkring 2017. Parret blev gift i sommeren 2020,, hvorefter han ændrede navn til Jonatan Ryberg Spang. I foråret 2021 blev de forældre til en pige. I september 2024 blev det annonceret, at de skulle skilles.
I oktober 2017 solgte han en lejlighed på Vesterbro, som han havde købt i 2008 for 4,6 millioner kroner. Den blev solgt for 8.125.000 kr.
Sammen med kæresten købte han i december 2017 en villa på Frederiksberg til knap 17 millioner kroner.

## Filmografi
| - Damer (stand-up, 2005) - Gynt (Betty Nansen Teater, 2005) - Gustne Gensyn (stand-up, 2006) - Købmanden (Betty Nansen Teater, 2007) - Biblen (2008) - Jonatan Spangs Familie (stand-up, 2008) - Spark i Løgsuppen (stand-up, 2009) - Kjeld og Dirch: En Kærlighedshistorie (Nørrebro Teater, 2011) - Bryllup (stand-up, 2013) - Jonatan Spangs Danmark (stand-up, 2015) - TYPISK JONATAN SPANG (stand-up, 2019) | - Efter brylluppet (2006) - Fidibus (2006) - De unge år (2007) - Alle for en (2011) - Over kanten (2012) - Rivalen (2012) - Talenttyven (2012) - Alle for to (2013) - Alle for tre (2017) | - Super meget Spang (2010) - Sammenklip af otte shows, samt Spark i Løgsuppen - Jonatan Spang Boxen (2010) - Bokssæt med Damer, Familie og Super Meget Spang - Perforama (2002, 1 episode) - Er du skidt, skat? (2003, episode 3) - Gintberg - var det det? (2004, 1 episode) - Ørnen (2005, episode 15) - Omars jul (2005, episode 1) - Gustne gensyn (2006) - Wulffs Magasin (2008) - Forbrydelsen III (2012) - Lillemand (2015-2016) - Tæt på Sandheden (2017-2024) |